# باول توملينسون
باول توملينسون (بالإنجليزية: Paul Tomlinson)‏ هو لاعب كرة قدم بريطاني في مركز حراسة المرمى، ولد في 4 فبراير 1965 في روثرهام ‏ في المملكة المتحدة. لعب مع برادفورد سيتي وبرمنغهام سيتي وشيفيلد يونايتد.